# 朱塞佩·迪马雷
朱塞佩·迪马雷（義大利語：Giuseppe Di Mare，1997年3月28日—），意大利男子赛艇运动员。他曾代表意大利参加世界赛艇锦标赛，获得二枚金牌和一枚银牌，均来自轻量级项目。